# Дом Арчера
Дом Арчера (англ. Archer House) — американский короткометражный фильм 2007 года в жанре комедии режиссёра Дины Гахман, в котором снялась Тройэн Беллисарио в роли Татум. Премьера фильма состоялась на кинофестивале AFI в Далласе. Слоганом фильма выступила слегка изменённая фраза американского писателя Генри Дэвида Торо: «Остерегайтесь любых дел, требующих нового платья» (англ. Beware of any enterprise that requires new clothes).

## Сюжет
Молодой изгой, наследник известной фамилии Сэм Арчер (Райли Роуз Критчлоу) бросает вызов мелким шалостям и культовым ритуалам женского общества Техаса.

## В ролях
- Райли Роуз Критчлоу — Сэм Арчер
- Тони Мертес (Белл) — Лили
- Тройэн Беллисарио — Татум
- Кирстин Бенсон — Лотти
- Кейси Браун — Стейси
- Роберт Бакли — Ланс
- Рэймонд Сервантес — Мистер Рутланд
- Хэйли Гнатович — Марни

## Награды
Специальный приз жюри Sidewalk Film Festival Дине Гахман за лучшую режиссуру короткометражного кино.

## Критика
The Independent Critic: Исход сюжета никто не знает до самого конца благодаря восхитительно остроумному и интеллектуальному сценарию Гахман  и многослойному исполнению Критчлоу, которое предлагает равные дозы чувствительности и юмора. В результате получается неизменно развлекательный фильм, который заставляет одновременно смеяться, думать и чувствовать. В результате получился один из поистине звёздных короткометражных фильмов 2007 года.